# Josef Kleihues

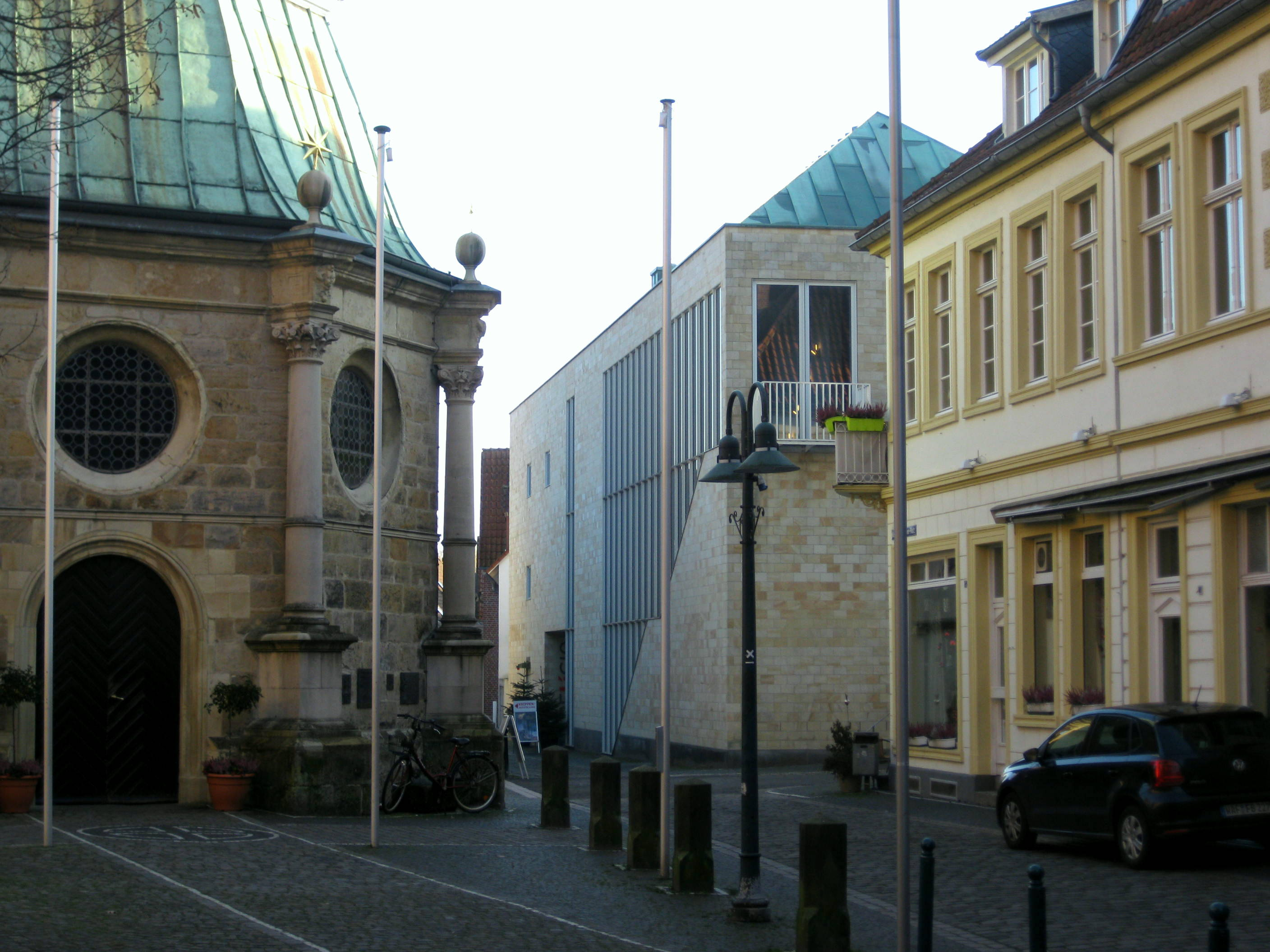
Marienkapelle (1657) von Peter Pictorius und Krippenmuseum (1994) von Josef Paul Kleihues in Telgte

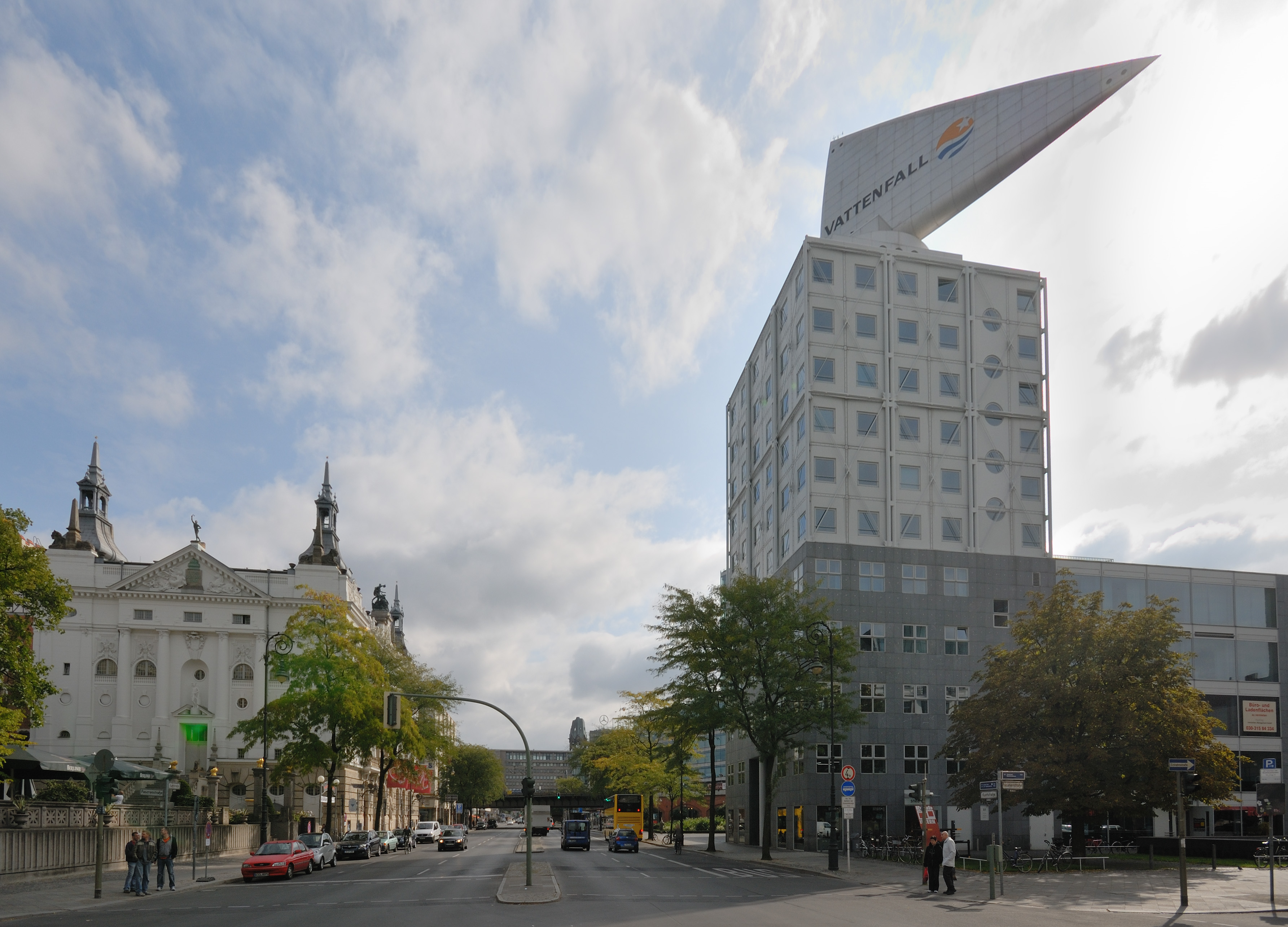
Kant-Dreieck, Berlin

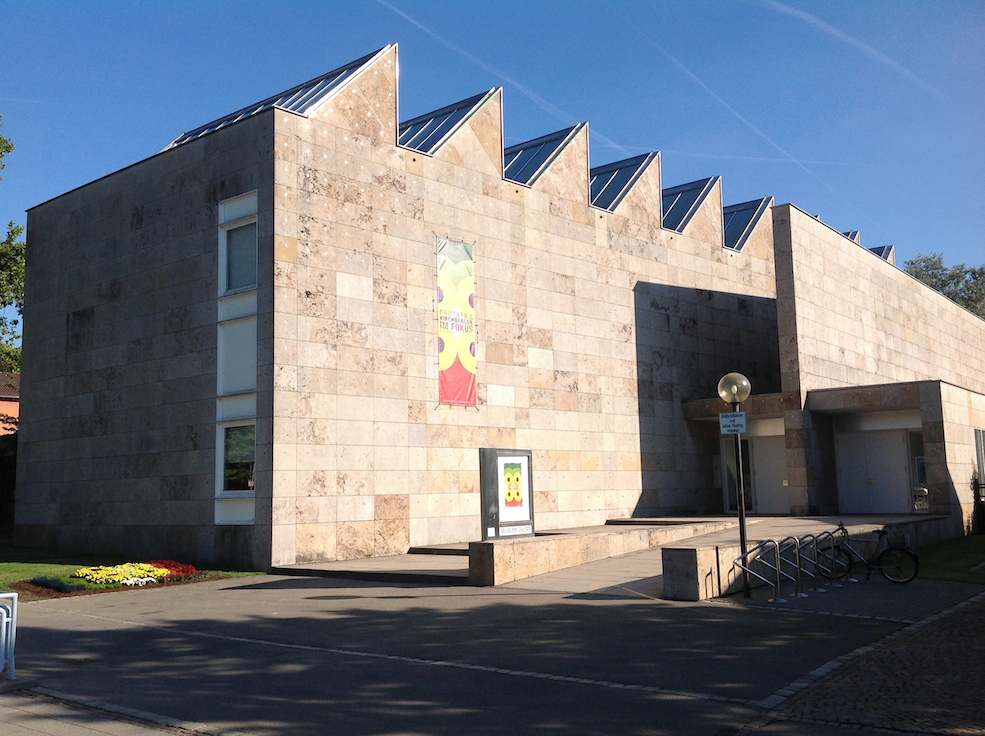
Museum im Kleihues-Bau in Kornwestheim

Josef Paul Kleihues (* 11. Juni 1933 in Rheine; † 13. August 2004 in Berlin) war ein deutscher Architekt und Hochschullehrer.

## Leben und Werk
Josef Kleihues, dessen jüngerer Bruder der Mediziner Paul Kleihues war, machte 1955 sein Abitur am Gymnasium Dionysianum in Rheine. Anschließend studierte er an der Technischen Hochschule Stuttgart (bis zum Vordiplom 1957) und der Technischen Universität Berlin (1957–1959, Hauptstudium) Architektur. Von 1973 bis 1994 hatte er verschiedene Lehrstühle der Universität Dortmund inne.
Nach dem Studium arbeitete er zunächst im Büro von Peter Poelzig. Von 1962 bis 1967 bildete er zusammen mit Heiner Moldenschardt eine Bürogemeinschaft. Zusammen realisierten sie in Berlin u. a. eine Wohnbebauung in der Gropiusstadt und einen Altenklub in Berlin-Reinickendorf. Bekannt wurde auch ihr städtebauliches Gutachten für Berlin-Ruhwald von 1967. Im August 1968 wurde er zusammen mit Moldenschardt in einer Ausgabe der Deutschen Bauzeitung als einer der Vertreter der jüngeren Berliner Generation vorgestellt. Im September 1968 war er an der Ausstellung „Diagnose zum Bauen in West-Berlin“ der Gruppe „Aktion 507“ beteiligt, die sich kritisch mit dem Berliner Städtebau dieser Zeit auseinandersetzte.
In weiteren Fachkreisen erlangte Kleihues Anfang der 1970er Jahre mit seinem Gebäude für die Berliner Stadtreinigung Bekanntheit. Dem interessierten Laien wurde er vor allem als Planungsdirektor der Internationalen Bauausstellung 1984/87 in Berlin bekannt. Durch seine Arbeit prägte er den Begriff der „kritischen Rekonstruktion“, der bis heute weitreichende Auswirkungen gerade auf die Berliner Stadtgestalt hat: Sie bedeutet ein Konzept der Stadtreparatur in und an den zerstörten und beschädigten städtischen Strukturen der Berliner Blockrandbebauung. Seine Planungen im Sinne der „kritischen Rekonstruktion“ zielten darauf ab, den historischen Stadtgrundriss sowie bedeutende Merkmale der historischen Bebauung mit modernen Bautechnologien und in zeitgenössischer Formensprache nachzubilden, um Urbanität zu erhalten oder zu fördern, sowie die Geschichte und das kulturelle Erbe eines Quartiers zu berücksichtigen. Dadurch formulierte Kleihues Leitsätze, die sich klar gegen die städtebaulichen Konzepte der 1950er bis 1970er Jahre abgrenzte. Mit seinen Bauten, vor allem aber durch seine Schriften, prägte er maßgeblich das bauliche Erscheinungsbild Berlins in den 1980er und 1990er Jahren. Mit seinem Sohn Jan Kleihues gründete er 1996 das Architekturbüro Kleihues + Kleihues.
Kleihues verstarb im Alter von 71 Jahren am 13. August 2004 in Berlin. Er wurde auf dem Waldfriedhof Dahlem im Berliner Bezirk Steglitz-Zehlendorf in einem Ehrengrab der Stadt Berlin beigesetzt.

## Ehrungen und Auszeichnungen
- 1988: Bundesverdienstkreuz 1. Klasse
- 1989: Honorary Member (Ehrenmitglied) of the American Institute of Architects (AIA)
- 2000: Verdienstorden des Landes Berlin

## Bauwerke (Auswahl)

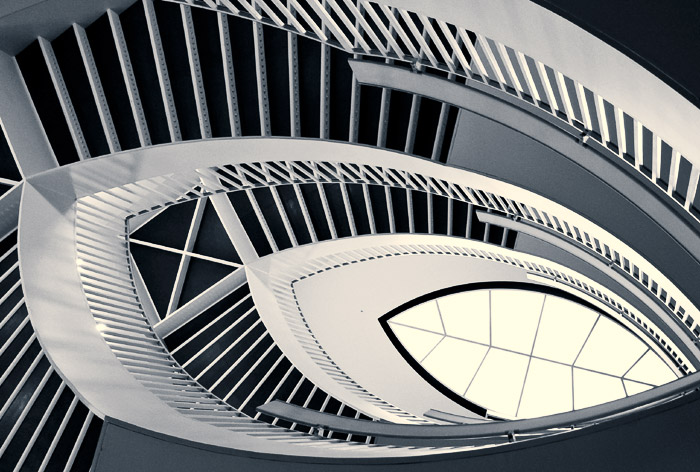
Treppenhaus im von Josef Paul Kleihues entworfenen Museum of Contemporary Art, Chicago

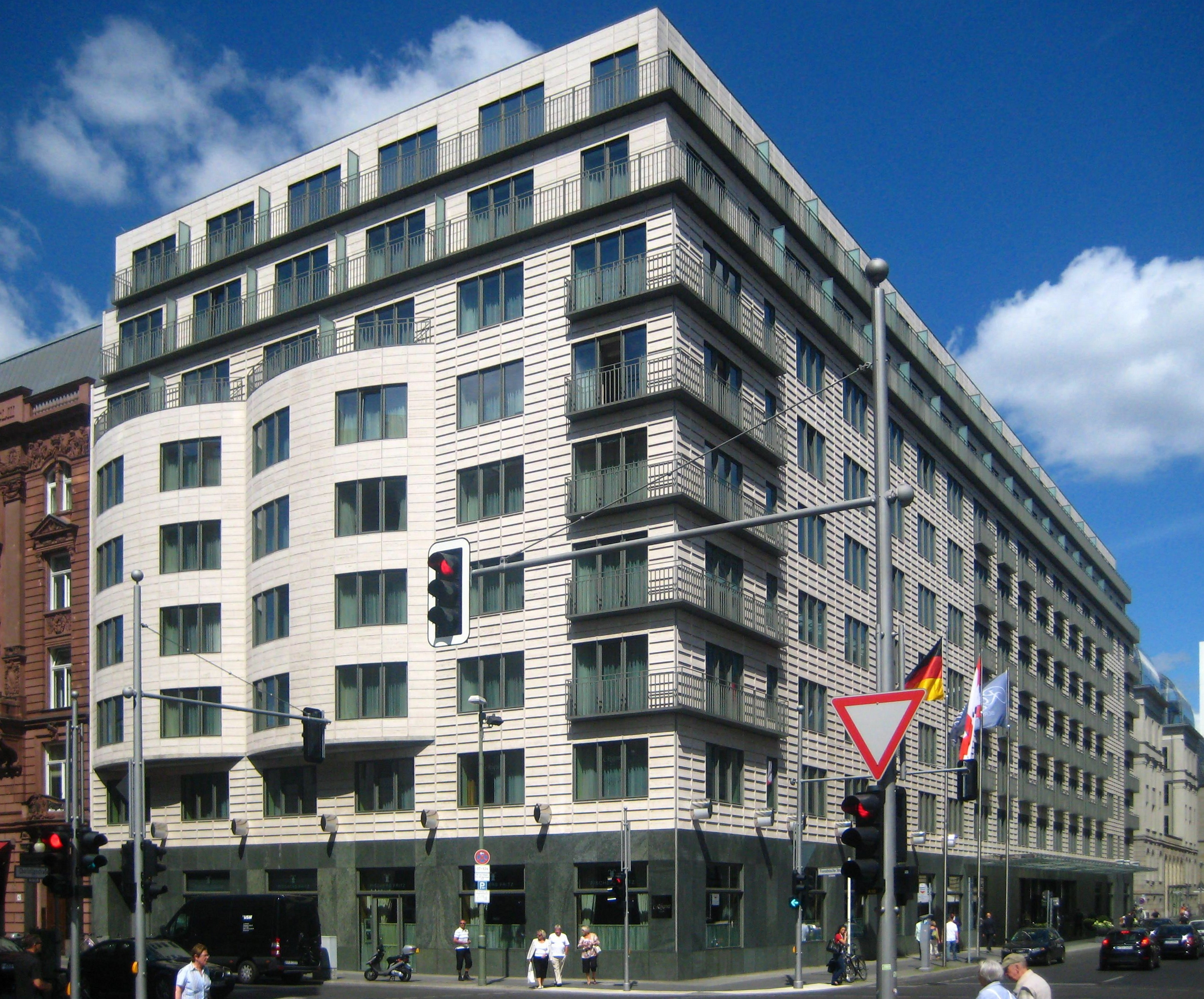
The Regent am Gendarmenmarkt, Berlin

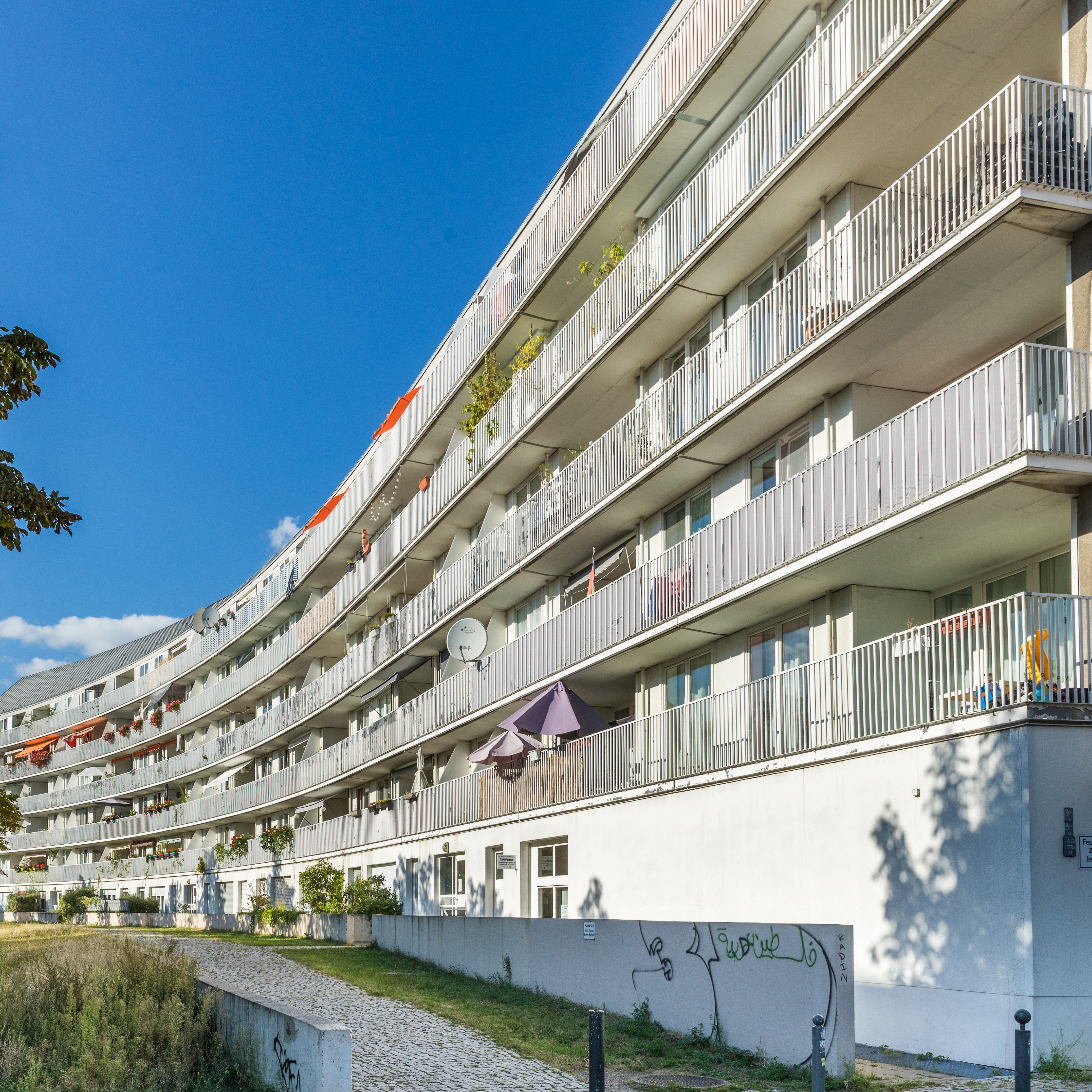
Schöneberger Straße 5, 5A, 6, 6A

### Als Mitarbeiter von Peter Poelzig
- 1960–1964: Kopfklinik DRK Kliniken Berlin Westend[2]

### Gemeinsam mit Heiner Moldenschardt
- 1965–1966: Wohnbebauungen Horst-Caspar-Steig und Feuchtwangerweg, beide Berlin-Gropiusstadt[2]
- 1965–1966: Wohnbebauung in der Schwarzwaldsiedlung, Berlin-Waidmannslust
- 1966–1967: Senioreneinrichtung/Altenclub Stargardtstraße 3, Berlin-Reinickendorf

### Gemeinsam mit Gerhard Krebs
- 1970–1973: Wohnbebauung Karl-Heinrich-Ulrichs-Straße Ecke Else-Lasker-Schüler-Straße, Berlin-Schöneberg[3]

### Als eigenständiger Architekt
- 1964–1965: Haus Winkler, Karmeliterweg 92, Berlin-Frohnau
- 1969–1980: Hauptwerkstatt der Berliner Stadtreinigung (zwei Bauabschnitte)
- 1971–1974: Atelier & Garage Schlickweg 4, Berlin-Schlachtensee
- 1971–1977: Block 270, Wohnbebauung Vinetaplatz, Berlin-Gesundbrunnen
- 1975–1986: Krankenhaus Neukölln, Berlin (mit Jürgen König)
- 1975–1981: Wohn- und Einkaufszentrum für die Neue Stadt Wulfen
- 1984–1995: Turmhaus am Kant-Dreieck in Berlin-Charlottenburg
- 1984–1988: Archäologisches Museum in Frankfurt am Main
- 1986–1989: Städtische Galerie und Museum Lütze in Sindelfingen
- 1986–1989: Deutsches Klingenmuseum in Solingen-Gräfrath
- 1987–1989: Galerie der Stadt Kornwestheim (Museum im Kleihues-Bau)
- 1987–1989: Wohnanlage Schöneberger Straße 5, 5A, 6, 6A, Block 7, nähe Mendelssohn-Bartholdy-Park, Berlin-Kreuzberg, Internationale Bauausstellung IBA 87[4][5]
- 1988–1989: Umbau der Deichtorhallen in Hamburg
- 1989–1996: Umbau des Hamburger Bahnhofs in Berlin zum Museum für Gegenwart
- 1990–1994: Sporthalle Pabellón Polideportivo San Clemente, Santiago de Compostela[6]
- 1991–1996: Museum of Contemporary Art in Chicago
- 1993–1996: Hotel The Regent Berlin, Charlottenstraße 49/Französische Straße 21, Berlin-Mitte[7]
- 1994–1996: Büro- und Geschäftshaus Spreeforum, Alt-Moabit 59–61, Berlin-Tiergarten[8]
- 1994–1996: Büro- und Geschäftshaus Checkpoint-Arkaden, Friedrichstraße 45–36/Zimmerstraße 20–25/Charlottenstraße, Berlin-Mitte[9]
- 1994–1996: Gebäude des DW-TV der Deutschen Welle, Voltastraße in Berlin-Gesundbrunnen
- 1995–1996: Aula des St.-Pius-Gymnasiums Coesfeld
- 1995–1999: Haus Sommer und Haus Liebermann am Pariser Platz in Berlin-Mitte